# UCI WorldTour Feminino de 2022
O UCI WorldTour Feminino 2022 foi a sétima edição do máximo calendário de ciclismo em estrada feminino a nível mundial.
O calendário teve 23 corridas começando a 5 de março com a disputa da Strade Bianche feminina em Itália , e finalizando a 9 de outubro com o Volta à Romandia feminino na Suíça .

## Equipas
Para a temporada de 2022 as equipas UCI Team Feminino foram 14:
| Nome                               | País                   | Código UCI |
| ---------------------------------- | ---------------------- | ---------- |
| Canyon SRAM Racing                 | Alemanha               | CSR        |
| EF Education-TIBCO-SVB             | Estados Unidos         | TIB        |
| FDJ Nouvelle Aquitaine Futuroscope | França                 | FDJ        |
| Human Powered Health               | Estados Unidos         | HPW        |
| Liv Racing                         | Países Baixos          | LIV        |
| Movistar Team                      | Espanha                | MOV        |
| Roland Cogeas-Edelweiss Squad      | Suíça                  | CGS        |
| Team BikeExchange Women            | Austrália              | BEX        |
| Team DSM Women                     | Países Baixos          | DSM        |
| Jumbo-Visma                        | Países Baixos          | JVW        |
| Team SD Worx                       | Países Baixos          | SDW        |
| Trek-Segafredo Women               | Estados Unidos         | TFS        |
| UAE Team ADQ                       | Emirados Árabes Unidos | UAD        |
| Uno-X Pro Cycling Team Women       | Noruega                | UXT        |

## Corridas
| UCI WorldTour Feminino de 2022 | UCI WorldTour Feminino de 2022 | UCI WorldTour Feminino de 2022           | UCI WorldTour Feminino de 2022 | UCI WorldTour Feminino de 2022 |
| Data                           | País                           | Corrida                                  | Vencedora                      |                                |
| ------------------------------ | ------------------------------ | ---------------------------------------- | ------------------------------ | ------------------------------ |
| 5 mar.                         | Itália                         | Strade Bianche feminina                  | Lotte Kopecky                  |                                |
| 12 mar.                        | Países Baixos                  | Tour de Drenthe feminino                 | Lorena Wiebes                  |                                |
| 20 mar.                        | Itália                         | Troféu Alfredo Binda-Comune di Cittiglio | Elisa Balsamo                  |                                |
| 24 mar.                        | Bélgica                        | Clássica Bruges–De Panne feminina        | Elisa Balsamo                  |                                |
| 27 mar.                        | Bélgica                        | Gante-Wevelgem feminina                  | Elisa Balsamo                  |                                |
| 3 abr.                         | Bélgica                        | Tour de Flandres feminino                | Lotte Kopecky                  |                                |
| 10 abr.                        | Países Baixos                  | Amstel Gold Race feminina                | Marta Cavalli                  |                                |
| 16 abr.                        | França                         | Paris-Roubaix feminina                   | Elisa Longo Borghini           |                                |
| 20 abr.                        | Bélgica                        | Flecha Valona Feminina                   | Marta Cavalli                  |                                |
| 24 abr.                        | Bélgica                        | Liège-Bastogne-Liège Feminina            | Annemiek van Vleuten           |                                |
| 13 – 15 mai.                   | Espanha                        | Itzulia Women                            | Demi Vollering                 |                                |
| 19 – 22 mai.                   | Espanha                        | Volta a Burgos Féminas                   | Juliette Labous                |                                |
| 27 – 29 mai.                   | Reino Unido                    | RideLondon Classique                     | Lorena Wiebes                  |                                |
| 6 – 11 jun.                    | Reino Unido                    | The Women's Tour                         | Elisa Longo Borghini           |                                |
| 30 jun. – 10 jul.              | Itália                         | Giro de Itália Feminino                  | Annemiek van Vleuten           |                                |
| 24 – 31 jul.                   | França                         | Grande Boucle                            | Annemiek van Vleuten           |                                |
| 6 ago.                         | Suécia                         | Postnord Vårgårda WestSweden TTT         | Trek-Segafredo                 |                                |
| 7 ago.                         | Suécia                         | Postnord Vårgårda WestSweden RR          | Audrey Cordon-Ragot            |                                |
| 9 – 14 ago.                    | Noruega                        | Tour da Escandinávia                     | Cecilie Uttrup Ludwig          |                                |
| 27 ago.                        | França                         | Grande Prémio feminino de Plouay         | Mavi García                    |                                |
| 30 ago. – 4 set.               | Países Baixos                  | Holland Ladies Tour                      | Lorena Wiebes                  |                                |
| 7 – 11 set.                    | Espanha                        | Ceratizit Challenge by La Vuelta         | Annemiek van Vleuten           |                                |
| 7 – 9 out.                     | Suíça                          | Volta à Romandia feminina                | Ashleigh Moolman Pasio         |                                |
| 13 – 15 out.                   | China                          | Tour of Chongming Island                 | cancelado                      |                                |
| 18 out.                        | China                          | Tour de Guangxi Feminino                 | cancelado                      |                                |

## Barómetro de 2022
Todas as corridas outorgaram pontos para o UCI World Ranking Feminino, incluindo a todas as corredoras das equipas de categoria UCI Team Feminino.
O barómetro de pontuação foi o mesmo para todos as corridas, mas as corridas por etapas (2.wwT), outorgam pontos adicionais pelas vitórias de etapa e por vestir a t-shirt do líder da classificação geral:
| Posição             | 1.ª | 2.ª | 3.ª | 4.ª | 5.ª | 6.ª | 7.ª | 8.ª | 9.ª | 10.ª | 11.ª | 12.ª | 13.ª | 14.ª | 15.ª | 16.ª-20.ª | 21.ª-30.ª | 31.ª-40.ª |
| Classificação geral | 400 | 320 | 260 | 220 | 180 | 140 | 120 | 100 | 80  | 68   | 56   | 48   | 40   | 32   | 28   | 24        | 16        | 8         |
| Por etapa           | 50  | 40  | 30  | 25  | 20  | 18  | 15  | 10  | 8   | 6    |      |      |      |      |      |           |           |           |
| Líder               | 8   |     |     |     |     |     |     |     |     |      |      |      |      |      |      |           |           |           |
| Melhor jovem        | 6   | 4   | 2   |     |     |     |     |     |     |      |      |      |      |      |      |           |           |           |

## Classificações finais
Estas foram as classificações finais depois da disputa do Volta à Romandia:
Nota: ver Barómetros de pontuação

### Classificação individual
| Posição | Corredora              | Equipa               | Pontos  |
| ------- | ---------------------- | -------------------- | ------- |
| 1.ª     | Annemiek van Vleuten   | Movistar             | 3589,33 |
| 2.ª     | Elisa Longo Borghini   | Trek-Segafredo       | 2710,33 |
| 3.ª     | Demi Vollering         | SD Worx              | 2681,17 |
| 4.ª     | Lorena Wiebes          | DSM                  | 2526    |
| 5.ª     | Elisa Balsamo          | Trek-Segafredo       | 2457,33 |
| 6.ª     | Lotte Kopecky          | SD Worx              | 2403,17 |
| 7.ª     | Marta Cavalli          | FDJ-SUEZ-Futuroscope | 1926    |
| 8.ª     | Liane Lippert          | DSM                  | 1751    |
| 9.ª     | Cecilie Uttrup Ludwig  | FDJ-SUEZ-Futuroscope | 1740    |
| 10.ª    | Ashleigh Moolman-Pasio | SD Worx              | 1639    |

| Posições 11.ª à 20.ª | Posições 11.ª à 20.ª | Posições 11.ª à 20.ª          | Posições 11.ª à 20.ª |
| -------------------- | -------------------- | ----------------------------- | -------------------- |
| 11.ª                 | Katarzyna Niewiadoma | Canyon SRAM Racing            | 1550,5               |
| 12.ª                 | Juliette Labous      | DSM                           | 1524                 |
| 13.ª                 | Mavi García          | UAE Team ADQ                  | 1352                 |
| 14.ª                 | Silvia Persico       | Valcar-Travel & Service       | 1349                 |
| 15.ª                 | Grace Brown          | FDJ-SUEZ-Futuroscope          | 1331                 |
| 16.ª                 | Elise Chabbey        | Canyon SRAM Racing            | 1302,5               |
| 17.ª                 | Marianne Vos         | Jumbo-Visma                   | 1187                 |
| 18.ª                 | Audrey Cordon-Ragot  | Trek-Segafredo                | 1024                 |
| 19.ª                 | Marta Bastianelli    | UAE Team ADQ                  | 986                  |
| 20.ª                 | Tamara Drónova       | Roland Cogeas-Edelweiss Squad | 899,2                |

### Classificação por equipas
Esta classificação calculou-se somando os pontos das corredoras de cada equipa ou seleção em cada corrida. As equipas com o mesmo número de pontos classificaram-se de acordo a seu corredora melhor classificada.
| Posição | País                 | Pontos  |
| ------- | -------------------- | ------- |
| 1.º     | SD Worx              | 9803,02 |
| 2.º     | Trek-Segafredo       | 7998,98 |
| 3.º     | DSM                  | 7536    |
| 4.º     | FDJ-SUEZ-Futuroscope | 7261    |
| 5.º     | Movistar             | 5985,96 |

### Classificação sub-23
| Posição | Corredora          | Equipa               | Pontos |
| ------- | ------------------ | -------------------- | ------ |
| 1.ª     | Shirin van Anrooij | Trek-Segafredo       | 50     |
| 2.ª     | Niamh Fisher-Black | SD Worx              | 34     |
| 3.ª     | Pfeiffer Georgi    | DSM                  | 28     |
| 4.ª     | Anna Shackley      | SD Worx              | 20     |
| 5.ª     | Mischa Bredewold   | Parkhotel Valkenburg | 18     |

## Evolução das classificações
| Corrida (Vencedora)                                      | Classificação individual | Classificação por equipas | Classificação sub-23 |
| -------------------------------------------------------- | ------------------------ | ------------------------- | -------------------- |
| Strade Bianche feminina (Lotte Kopecky)                  | Lotte Kopecky            | SD Worx                   | Shirin van Anrooij   |
| Tour de Drenthe feminino (Lorena Wiebes)                 | Lotte Kopecky            | SD Worx                   | Pfeiffer Georgi      |
| Troféu Alfredo Binda-Comune di Cittiglio (Elisa Balsamo) | Elisa Balsamo            | SD Worx                   | Shirin van Anrooij   |
| Clássica Bruges–De Panne feminina (Elisa Balsamo)        | Elisa Balsamo            | SD Worx                   | Shirin van Anrooij   |
| Gante-Wevelgem feminina (Elisa Balsamo)                  | Elisa Balsamo            | SD Worx                   | Pfeiffer Georgi      |
| Tour de Flandres feminino (Lotte Kopecky)                | Elisa Balsamo            | SD Worx                   | Pfeiffer Georgi      |
| Amstel Gold Race feminina (Marta Cavalli)                | Elisa Balsamo            | SD Worx                   | Shirin van Anrooij   |
| Paris-Roubaix feminina (Elisa Longo Borghini)            | Lotte Kopecky            | SD Worx                   | Pfeiffer Georgi      |
| Flecha Valona Feminina (Marta Cavalli)                   | Lotte Kopecky            | SD Worx                   | Shirin van Anrooij   |
| Liège-Bastogne-Liège Feminina (Annemiek van Vleuten)     | Lotte Kopecky            | SD Worx                   | Shirin van Anrooij   |
| Volta ao País Basco Feminina (Demi Vollering)            | Lotte Kopecky            | SD Worx                   | Shirin van Anrooij   |
| Volta a Burgos Féminas (Juliette Labous)                 | Demi Vollering           | SD Worx                   | Shirin van Anrooij   |
| RideLondon Classique (Lorena Wiebes)                     | Lotte Kopecky            | SD Worx                   | Shirin van Anrooij   |
| The Women's Tour (Elisa Longo Borghini)                  | Lotte Kopecky            | SD Worx                   | Shirin van Anrooij   |
| Giro de Itália Feminino (Annemiek van Vleuten)           | Elisa Balsamo            | SD Worx                   | Shirin van Anrooij   |
| Tour de France Feminino (Annemiek van Vleuten)           | Annemiek van Vleuten     | SD Worx                   | Shirin van Anrooij   |
| Postnord Vårgårda WestSweden TTT (Trek-Segafredo)        | Annemiek van Vleuten     | SD Worx                   | Shirin van Anrooij   |
| Postnord Vårgårda WestSweden RR (Audrey Cordon-Ragot)    | Annemiek van Vleuten     | SD Worx                   | Shirin van Anrooij   |
| Tour de Escandinavia (Cecilie Uttrup Ludwig)             | Annemiek van Vleuten     | SD Worx                   | Shirin van Anrooij   |
| Grande Prêmio Feminino de Plouay (Mavi García)           | Annemiek van Vleuten     | SD Worx                   | Shirin van Anrooij   |
| Simac Ladies Tour (Lorena Wiebes)                        | Annemiek van Vleuten     | SD Worx                   | Shirin van Anrooij   |
| Ceratizit Challenge by La Vuelta (Annemiek van Vleuten)  | Annemiek van Vleuten     | SD Worx                   | Shirin van Anrooij   |
| Volta à Romandia feminino (Ashleigh Moolman-Pasio)       | Annemiek van Vleuten     | SD Worx                   | Shirin van Anrooij   |
| Final                                                    | Annemiek van Vleuten     | SD Worx                   | Shirin van Anrooij   |